# تابستان تسخیرشده
تابستان تسخیرشده یا تابستان جن‌زده (به انگلیسی: Haunted Summer) فیلمی محصول سال ۱۹۸۸ و به کارگردانی ایوان پاسر است. در این فیلم بازیگرانی همچون فیلیپ آنجلیم، لورا درن، آلیس کریج، اریک استولتس و الکس وینتر ایفای نقش کرده‌اند.